# Centris barbadensis
Centris barbadensis là một loài Hymenoptera trong họ Apidae. Loài này được Cockerell mô tả khoa học năm 1939.